# Kieler Billard Union
Die Kieler Billard Union e.V. ist ein 1989 gegründeter Poolbillardverein aus Kiel. Er wurde 1997 und 1998 deutscher Meister.

## Geschichte
Die Kieler Billard Union wurde am 26. Mai 1989 als 1. Kieler Pool-Billard-Club e.V gegründet. Zeitweise hatte der Verein über 80 Mitglieder. Im April 1990 wurde der Verein Poolbillard-Landesmeister Schleswig-Holsteins und konnte somit an der Qualifikation zur ersten Spielzeit der 1. Bundesliga teilnehmen. Der Verein qualifizierte sich schließlich für die Bundesliga und erreichte dort den achten Platz von zwanzig Mannschaften. Nachdem die Kieler Billard Union 1995 und 1996 in der Bundesliga Dritter geworden war, erreichte sie in den folgenden beiden Spielzeiten den ersten Platz; 1997 vor dem PBC Friedenau Berlin, 1998 vor dem BSC Ingolstadt, dem deutschen Meister von 1995 und 1996. In der Saison 1998/99 wurde man, einen Punkt hinter dem 1. PBC Fulda Vizemeister. Wenige Jahre später stieg der Verein in die 2. Bundesliga und schließlich auch aus dieser ab.
In der Saison 2009/10 schaffte die Kieler Billard Union mit dem zweiten Platz in der Oberliga den Aufstieg in die Regionalliga, in der sie 2012 den dritten Platz erreichte. Anschließend meldete man die Regionalligamannschaft jedoch ab und kehrte in die Oberliga zurück. Nachdem der Verein dort in der Saison 2012/13 Zweiter geworden war, meldete er die Mannschaft aus der Oberliga ab und übernahm den Startplatz der zweiten Mannschaft in der Verbandsliga. 2016 stieg man als Zweitplatzierter der Verbandsliga in die Oberliga auf.
Zwei Spielerinnen und zwei Spieler der Kieler Billard Union wurden deutsche Meister im Einzel; Monja Kielhorn gewann 1993 den Titel im 14/1 endlos der Damen, Susanne Bahnsen 1997 im 9-Ball. Kielhorn wurde zudem 1996 Europameisterin im 14/1 endlos. Francisco Bustamante wurde 1994 und 1995 deutscher Meister im 9-Ball. Andreas Rogowski gewann 2011 den Titel im 10-Ball der Senioren. Weitere bekannte Mitglieder des Vereins waren unter anderem Alexander Dremsizis und Christian Reimering.

### Platzierungen seit 1990
| Saison                   | Liga (Spielklasse)        | Platz |
| ------------------------ | ------------------------- | ----- |
| 1990/91                  | 1. Bundesliga (1)         | 8     |
| 1991/92                  | 1. Bundesliga (1)         |       |
| 1992/93                  | 1. Bundesliga (1)         | 4     |
| 1993/94                  | 1. Bundesliga (1)         | 4     |
| 1994/95                  | 1. Bundesliga (1)         | 3     |
| 1995/96                  | 1. Bundesliga (1)         | 3     |
| 1996/97                  | 1. Bundesliga (1)         | 1     |
| 1997/98                  | 1. Bundesliga (1)         | 1     |
| 1998/99                  | 1. Bundesliga (1)         | 2     |
| 1999/2000                | 1. Bundesliga (1)         | 4     |
| 2000–2009: nicht bekannt |                           |       |
| 2009/10                  | Oberliga (4)              | 2     |
| 2010/11                  | Regionalliga Nord-Ost (3) | 5     |
| 2011/12                  | Regionalliga Nord-Ost (3) | 3     |
| 2012/13                  | Oberliga (4)              | 2     |
| 2013/14                  | Verbandsliga (5)          | 5     |
| 2014/15                  | Verbandsliga (5)          | 4     |
| 2015/16                  | Verbandsliga (5)          | 2     |
| 2016/17                  | Oberliga (4)              |       |